# سنگ‌چشم‌کوکوی هندی
سنگ‌چشم‌کوکوی هندی (نام علمی: Coracina macei) گونه‌ای از پرندگان تیرهٔ کوکوسنگ‌چشمان (Campephagidae) است که در شبه‌قاره هند یافت می‌شود. این گونه که در گذشته تحت نام انگلیسی «کوکوسنگ‌چشم بزرگ» نامیده می‌شد، زیرگونه‌های زیادی را شامل می‌شد و دامنه گسترده‌ای داشت که شامل جنوب شرقی آسیا می‌شد.